# لیدفیلد

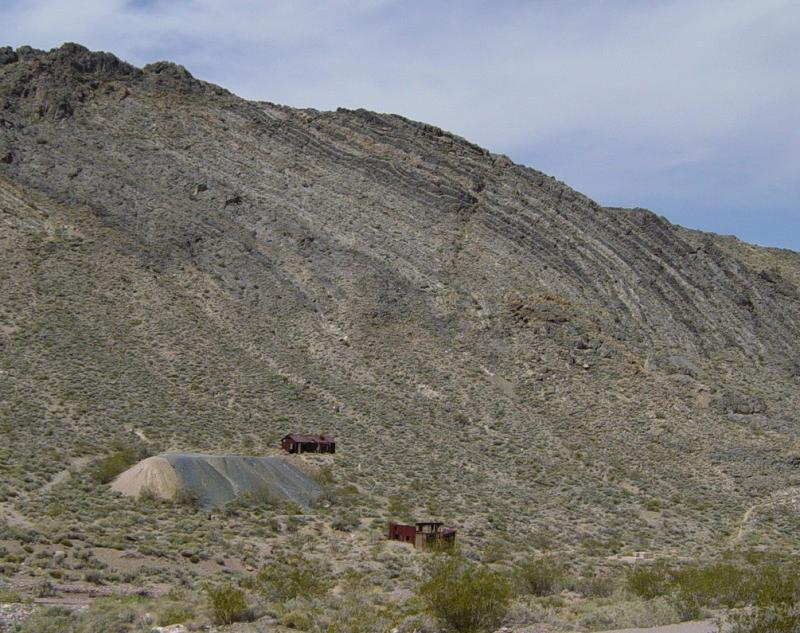
لیدفیلد، کالیفرنیا

لیدفیلد (به انگلیسی: Leadfield)، یک محدوده ثبت‌نشده تاریخی و معدنی در شهرستان اینیو، کالیفرنیا بود. این شهر که هم‌اکنون به شهر ارواح تبدیل شده‌است در کانیون تیتوس در کوه‌های گریپ‌وین، شرق دث ولی در پارک ملی دث ولی قرار دارد. لیدفیلد که ۱٬۲۳۷ متر از سطح دریا ارتفاع دارد جزء مکان‌های تاریخی ثبت‌شده در ایالات متحده به حساب می‌آید.

## پیشینه
از سال ۱۹۰۵ از کانیون تیتوس سنگ‌های معدنی استخراج می‌شد، ولی قدمت شهر لیدفیلد به سال ۱۹۲۵ و ۱۹۲۶ بر می‌گردد. شهر در نتیجهٔ تبلیغات گسترده و دروغین شرکت معدن سرب غربی و سی.سی. جولیان به یک‌باره توسعه یافت. پوسترهای تبلیغاتی او قایق‌هایی را نشان می‌داد که در رودخانهٔ آمارگوسا به سوی لیدفیلد در حرکت بودند و کاملاً از این حقیقت که رودخانهٔ آمارگوسا در اغلب اوقات خشک است و حداقل در بیست مایلی لیدفیلد جریان دارد، چشم‌پوشی می‌کرد.
یک جادهٔ ۱۵ مایلی در دره ساخته شد تا لیدفیلد را به بیتی، نوادا متصل کند. هم‌چنین پی بتونی یک آسیاب ریخته شد و تیرهای برق برای کشاندن خطوط برق به منطقه نصب شد.
عکس‌های تاریخی وجود تعدادی ساختمان فلزی را تأیید می‌کند و شواهدی مبنی بر وجود تعدای خندق نیز موجود است، اما اکثریت ساکنین لیدفیلد در چادرهایی با اندازه‌ها و ساخت‌هایی گوناگون زندگی می‌کردند. جمعیت لیدفیلد در سال ۱۹۲۶ با رسیدن به تقریباً ۳۰۰ نفر به اوج خود رسید. در اوت همان سال یک دفتر پست در لیدفیلد افتتاح شد، با این وجود در فوریهٔ ۱۹۲۷ دفتر پست تعطیل و شهر خالی از سکنه شد.
جولیان ناپدید شد و ساکنین لیدفیلد به زودی سرخورده و پراکنده شدند. اهمیت این مکان در این نکته نهفته است که به عنوان از یک از ترفندهای زود پولدار شوی دههٔ ۱۹۲۰ به شمار می‌آید.